# 퍼시픽 커피 컴퍼니

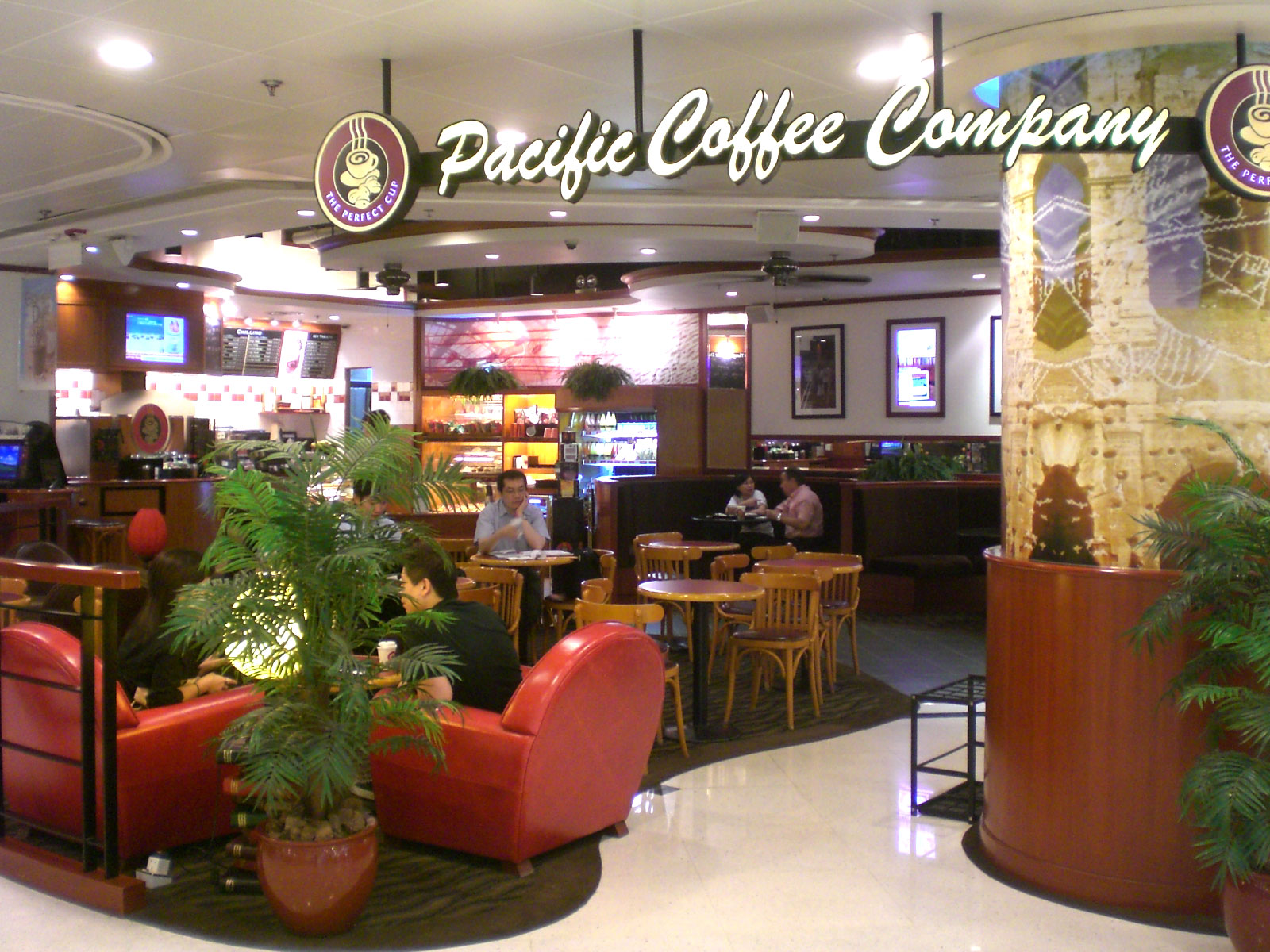
텔퍼드 플라자점

퍼시픽 커피 컴퍼니(영어: Pacific Coffee Company, 중국어: 太平洋咖啡, 포르투갈어: Cafe Pacifico)는 홍콩의 커피 브랜드이다. 1992년 시애틀 출신 토머스 니어가 설립했으며, 1호점은 1993년에 뱅크 오브 아메리카 타워에 들어섰다. 홍콩뿐만 아니라 중국 본토, 마카오, 싱가포르 등에도 진출하였다.

## 같이 보기
- 스타벅스
- 맥카페